# رودريغو أرشوبي
رودريغو أرشوبي (بالإسبانية: Rodrigo Archubi)‏ (و. 1985  م) هو لاعب كرة القدم، من الأرجنتين، ولد في ريميديوس دي إسكالادا، يلعب كلاعب وسط.

## وصلات خارجية
- Scoresway Profile
- رودريغو أرشوبي على موقع الاتحاد الدولي (مؤرشف)  (الإنجليزية)
- رودريغو أرشوبي على موقع قاعدة بيانات كرة القدم.إي يو (الإنجليزية)
- رودريغو أرشوبي على موقع Soccerway.com (الإنجليزية)
- رودريغو أرشوبي على موقع عالم كرة القدم.نت (الإنجليزية)
- Guardian statistics
- (بالإسبانية) Argentine Primera statistics